# Rūdolfs Jurciņš
Rūdolfs Jurciņš (Riga, 19 giugno 1909 – 22 luglio 1948) è stato un cestista lettone.

## Carriera
Sei volte vincitore del campionato lettone (1928, 1930, 1934, 1935, 1936 e 1937) con l'Universitāte Sports, ha vinto l'oro agli Europei del 1935. Ha inoltre disputato i Giochi olimpici di Berlino 1936 e gli Europei del 1937.
Con la Lettonia ha disputato complessivamente 23 partite.